# Xorides niger
Xorides niger là một loài tò vò trong họ Ichneumonidae.